# Amstel Gold Race féminine 2023
Cet article concerne l'édition féminine de l'Amstel Gold Race. Pour la course masculine, voir Amstel Gold Race 2023.
La 9e édition de l'Amstel Gold Race féminine a lieu le 16 avril 2023. C'est la douzième épreuve de l'UCI World Tour féminin. Elle est remportée par la Néerlandaise Demi Vollering.

## Équipes
| UCI Women's WorldTeams (15)- Canyon-SRAM Racing - Team DSM - EF Education-TIBCO-SVB - FDJ-Suez - Fenix-Deceuninck - Human Powered Health - Israel-Premier Tech Roland - Team Jumbo-Visma - Liv Racing TeqFind - Movistar Team - SD Worx - Team Jayco AlUla - Trek-Segafredo - UAE Team ADQ - Uno-X Pro Cycling Team |
| |

## Parcours
Le parcours est modifié assez significativement. En son début, il va plus au nord que par le passé en atteignant Sittard. 
La course se conclut par quatre tours d'un circuit autour de Fauquemont. 
21 côtes sont répertoriées pour cette course:
| Num | Nom              | Longueur (m) | Pente moyenne | km    | km de l'arrivée |
| --- | ---------------- | ------------ | ------------- | ----- | --------------- |
| 1   | Maasberg         |              |               |       | 143,3           |
| 2   | Adsteeg (nl)     | 620          | 4,7 %         | 31,1  | 124,7           |
| 3   | Bergseweg (nl)   | 2 200        | 3,4 %         | 46,4  | 109,4           |
| 4   | Korenweg         |              |               | 49,9  | 105,9           |
| 5   | Kruisberg        |              |               | 61,6  | 94,2            |
| 6   | Eyserbosweg      | 1 100        | 7,9 %         | 64,4  | 91,4            |
| 7   | Fromberg (nl)    | 1 200        | 4,8 %         | 67,6  | 88,2            |
| 8   | Keutenberg       | 1 700        | 6,1 %         | 71,5  | 84,3            |
| 9   | Cauberg          | 1 500        | 7 %           | 81,5  | 74,3            |
| 10  | Geulhemmerberg   | 1 000        | 5,8 %         | 86,1  | 69,7            |
| 11  | Bemelerberg (nl) | 1 200        | 4 %           | 92,9  | 62,9            |
| 12  | Cauberg          | 1 500        | 7 %           | 99,2  | 56,6            |
| 13  | Geulhemmerberg   | 1 000        | 5,8 %         | 99,9  | 51,8            |
| 14  | Bemelerberg (nl) | 1 200        | 4 %           | 111,1 | 44,7            |
| 15  | Cauberg          | 1 500        | 7 %           | 117,5 | 38,5            |
| 16  | Geulhemmerberg   | 1 000        | 5,8 %         | 121,9 | 33,9            |
| 17  | Bemelerberg (nl) | 1 200        | 4 %           | 129,0 | 26,8            |
| 18  | Cauberg          | 1 500        | 7 %           | 135,2 | 20,6            |
| 19  | Geulhemmerberg   | 1 000        | 5,8 %         | 139,8 | 16,0            |
| 20  | Bemelerberg (nl) | 1 200        | 4 %           | 146,9 | 8,9             |
| 21  | Cauberg          | 1 500        | 7 %           | 153,2 | 2,6             |

## Favorites
La vainqueur sortante, Marta Cavalli, s'est concentrée sur les Ardennaises et est une des favorites. La formation SD Worx, qui a remporté la plupart des classiques, peut compter sur Lotte Kopecky, qui est en très bonne forme après avoir remporté le Tour des Flandres, et Demi Vollering qui était deuxième de la Flèche brabançonne. Silvia Persico est une autre favorite après sa victoire sur cette dernière épreuve. Annemiek van Vleuten va tenter de remporter une course qui manque à son palmarès.

## Récit de la course
À cent-sept kilomètres de l'arrivée, un groupe de neuf coureuses dont Marianne Vos, Lucinda Brand et Sabrina Stultiens se forme. Après le Keutenberg, Annemiek van Vleuten et Demi Vollering effectuent la jonction. Un regroupement général suit. Dans la descente du Geulhemmerberg, Lucinda Brand et Sabrina Stultiens sortent de nouveau. Elles obtiennent trente-trois secondes d'avance. Elles sont reprises à vingt-trois kilomètres de l'arrivée. Au sommet de l'avant-dernière ascension du Cauberg, Kristen Faulkner attaque. Elle est reprise par Lorena Wiebes dans la descente du  Geulhemmerberg. Soraya Paladin sort dans la montée qui suit, Shirin Van Anrooij fait l'effort pour la reprendre. Elise Chabbey contre, mais elle est marquée par Demi Vollering et Silvia Persico. Annemiek van Vleuten et Katarzyna Niewiadoma tentent ensuite de partir, mais sans succès. Mischa Bredewold parvient par contre à prendre quelques mètres. Quand elle est reprise, Chabbey tente de nouveau, puis Quinty Ton puis de nouveau Paladin. Grace Brown part en poursuite de l'Italienne et opère la jonction à cinq kilomètres de l'arrivée. Dans le Cauberg, Paladin distance Brown. Derrière, Liane Lippert mène le peloton. Elle est accompagnée de Riejanne Markus, Niewiadoma, Lotte Kopecky, Ashleigh Moolman-Pasio et Demi Vollering. Cette dernière place une attaque sèche et n'est plus reprise. Lotte Kopecky règle le groupe de poursuite devant Shirin Van Anrooij.

## Classements

### Classement final
| \| Classement général \| Classement général \| Classement général \| Classement général \| Classement général \| \| Coureuse \| Coureuse \| Pays \| Équipe \| Temps \| \| ------------------ \| --------------------- \| ------------------ \| ------------------------------ \| ------------------ \| \| 1re \| Demi Vollering \| Pays-Bas \| SD Worx \| 4 h 06 min 54 s \| \| 2e \| Lotte Kopecky \| Belgique \| SD Worx \| + 8 s \| \| 3e \| Shirin van Anrooij \| Pays-Bas \| Trek-Segafredo \| + 8 s \| \| 4e \| Katarzyna Niewiadoma \| Pologne \| Canyon-SRAM Racing \| + 8 s \| \| 5e \| Soraya Paladin \| Italie \| Canyon-SRAM Racing \| + 8 s \| \| 6e \| Grace Brown \| Australie \| FDJ-Suez \| + 8 s \| \| 7e \| Pfeiffer Georgi \| Royaume-Uni \| Team DSM \| + 8 s \| \| 8e \| Ashleigh Moolman \| Afrique du Sud \| AG Insurance-Soudal Quick-Step \| + 8 s \| \| 9e \| Silvia Persico \| Italie \| UAE Team ADQ \| + 8 s \| \| 10e \| Cecilie Uttrup Ludwig \| Danemark \| FDJ-Suez \| + 8 s \| |                       |                |                                |                 |
| |                       |                |                                |                 |
| |                       |                |                                |                 |
| Classement général |                       |                |                                |                 |
| Coureuse | Coureuse              | Pays           | Équipe                         | Temps           |
| 1re | Demi Vollering        | Pays-Bas       | SD Worx                        | 4 h 06 min 54 s |
| 2e | Lotte Kopecky         | Belgique       | SD Worx                        | + 8 s           |
| 3e | Shirin van Anrooij    | Pays-Bas       | Trek-Segafredo                 | + 8 s           |
| 4e | Katarzyna Niewiadoma  | Pologne        | Canyon-SRAM Racing             | + 8 s           |
| 5e | Soraya Paladin        | Italie         | Canyon-SRAM Racing             | + 8 s           |
| 6e | Grace Brown           | Australie      | FDJ-Suez                       | + 8 s           |
| 7e | Pfeiffer Georgi       | Royaume-Uni    | Team DSM                       | + 8 s           |
| 8e | Ashleigh Moolman      | Afrique du Sud | AG Insurance-Soudal Quick-Step | + 8 s           |
| 9e | Silvia Persico        | Italie         | UAE Team ADQ                   | + 8 s           |
| 10e | Cecilie Uttrup Ludwig | Danemark       | FDJ-Suez                       | + 8 s           |

### UCI World Tour

#### Points attribués
| Position           | 1er | 2e  | 3e  | 4e  | 5e  | 6e  | 7e  | 8e  | 9e | 10e | 11e | 12e | 13e | 14e | 15e | 16e à 20e | 21e à 30e | 31e à 40e |
| Classement général | 400 | 320 | 260 | 220 | 180 | 140 | 120 | 100 | 80 | 68  | 56  | 48  | 40  | 32  | 28  | 24        | 16        | 8         |

| Classement par points | Classement par points | Classement par points | Classement par points | Classement par points |
| Coureuse              | Coureuse              | Pays                  | Équipe                | Points                |
| --------------------- | --------------------- | --------------------- | --------------------- | --------------------- |
| 1re                   | Lotte Kopecky         | Belgique              | SD Worx               | 1560 pts              |
| 2e                    | Lorena Wiebes         | Pays-Bas              | SD Worx               | 1164 pts              |
| 3e                    | Demi Vollering        | Pays-Bas              | SD Worx               | 1144 pts              |
| 4e                    | Pfeiffer Georgi       | Royaume-Uni           | Team DSM              | 1014 pts              |
| 5e                    | Elisa Balsamo         | Italie                | Trek-Segafredo        | 876 pts               |
| 6e                    | Elisa Longo Borghini  | Italie                | Trek-Segafredo        | 828 pts               |
| 7e                    | Shirin van Anrooij    | Pays-Bas              | Trek-Segafredo        | 776 pts               |
| 8e                    | Amanda Spratt         | Australie             | Trek-Segafredo        | 762 pts               |
| 9e                    | Grace Brown           | Australie             | FDJ-Suez              | 758 pts               |
| 10e                   | Silvia Persico        | Italie                | UAE Team ADQ          | 730 pts               |

| Classement par points | Classement par points | Classement par points | Classement par points | Classement par points |
| Coureuse              | Coureuse              | Pays                  | Équipe                | Points                |
| --------------------- | --------------------- | --------------------- | --------------------- | --------------------- |
| 1re                   | Lotte Kopecky         | Belgique              | SD Worx               | 1560 pts              |
| 2e                    | Lorena Wiebes         | Pays-Bas              | SD Worx               | 1164 pts              |
| 3e                    | Demi Vollering        | Pays-Bas              | SD Worx               | 1144 pts              |
| 4e                    | Pfeiffer Georgi       | Royaume-Uni           | Team DSM              | 1014 pts              |
| 5e                    | Elisa Balsamo         | Italie                | Trek-Segafredo        | 876 pts               |
| 6e                    | Elisa Longo Borghini  | Italie                | Trek-Segafredo        | 828 pts               |
| 7e                    | Shirin van Anrooij    | Pays-Bas              | Trek-Segafredo        | 776 pts               |
| 8e                    | Amanda Spratt         | Australie             | Trek-Segafredo        | 762 pts               |
| 9e                    | Grace Brown           | Australie             | FDJ-Suez              | 758 pts               |
| 10e                   | Silvia Persico        | Italie                | UAE Team ADQ          | 730 pts               |

| Classement du meilleur jeune | Classement du meilleur jeune | Classement du meilleur jeune | Classement du meilleur jeune | Classement du meilleur jeune |
| Coureuse                     | Coureuse                     | Pays                         | Équipe                       | Points                       |
| ---------------------------- | ---------------------------- | ---------------------------- | ---------------------------- | ---------------------------- |
| 1re                          | Maike van der Duin           | Pays-Bas                     | Canyon-SRAM Racing           | 22 pts                       |
| 2e                           | Shirin van Anrooij           | Pays-Bas                     | Trek-Segafredo               | 20 pts                       |
| 3e                           | Megan Jastrab                | États-Unis                   | Team DSM                     | 12 pts                       |

| Classement du meilleur jeune | Classement du meilleur jeune | Classement du meilleur jeune | Classement du meilleur jeune | Classement du meilleur jeune |
| Coureuse                     | Coureuse                     | Pays                         | Équipe                       | Points                       |
| ---------------------------- | ---------------------------- | ---------------------------- | ---------------------------- | ---------------------------- |
| 1re                          | Maike van der Duin           | Pays-Bas                     | Canyon-SRAM Racing           | 22 pts                       |
| 2e                           | Shirin van Anrooij           | Pays-Bas                     | Trek-Segafredo               | 20 pts                       |
| 3e                           | Megan Jastrab                | États-Unis                   | Team DSM                     | 12 pts                       |

| Classement par équipes aux points | Classement par équipes aux points | Classement par équipes aux points | Classement par équipes aux points |
| Équipe                            | Équipe                            | Pays                              | Points                            |
| --------------------------------- | --------------------------------- | --------------------------------- | --------------------------------- |
| 1re                               | SD Worx                           | Pays-Bas                          | 4987 pts                          |
| 2e                                | Trek-Segafredo                    | États-Unis                        | 3972 pts                          |
| 3e                                | Canyon-SRAM Racing                | Allemagne                         | 2766 pts                          |
| 4e                                | FDJ-Suez                          | France                            | 2653 pts                          |
| 5e                                | Team DSM                          | Pays-Bas                          | 2263 pts                          |
| 6e                                | UAE Team ADQ                      | Émirats arabes unis               | 1860 pts                          |
| 7e                                | EF Education-TIBCO-SVB            | États-Unis                        | 1304 pts                          |
| 8e                                | Movistar Team                     | Espagne                           | 1289 pts                          |
| 9e                                | Fenix-Deceuninck                  | Belgique                          | 1254 pts                          |
| 10e                               | Uno-X Pro Cycling Team            | Norvège                           | 1231 pts                          |

| Classement par équipes aux points | Classement par équipes aux points | Classement par équipes aux points | Classement par équipes aux points |
| Équipe                            | Équipe                            | Pays                              | Points                            |
| --------------------------------- | --------------------------------- | --------------------------------- | --------------------------------- |
| 1re                               | SD Worx                           | Pays-Bas                          | 4987 pts                          |
| 2e                                | Trek-Segafredo                    | États-Unis                        | 3972 pts                          |
| 3e                                | Canyon-SRAM Racing                | Allemagne                         | 2766 pts                          |
| 4e                                | FDJ-Suez                          | France                            | 2653 pts                          |
| 5e                                | Team DSM                          | Pays-Bas                          | 2263 pts                          |
| 6e                                | UAE Team ADQ                      | Émirats arabes unis               | 1860 pts                          |
| 7e                                | EF Education-TIBCO-SVB            | États-Unis                        | 1304 pts                          |
| 8e                                | Movistar Team                     | Espagne                           | 1289 pts                          |
| 9e                                | Fenix-Deceuninck                  | Belgique                          | 1254 pts                          |
| 10e                               | Uno-X Pro Cycling Team            | Norvège                           | 1231 pts                          |

## Liste des participants
| Légende | Légende                                                                    | Légende | Légende                                                    |
| ------- | -------------------------------------------------------------------------- | ------- | ---------------------------------------------------------- |
| Num     | Dossard de départ porté par le coureur sur cette Amstel Gold Race          | Pos     | Position à l'arrivée de la course                          |
|         | Indique un maillot de champion national ou mondial, suivi de sa spécialité | NP      | Indique un coureur qui n'a pas pris le départ de la course |
| AB      | Indique un coureur qui n'a pas terminé la course                           | HD      | Indique un coureur qui a terminé la course hors des délais |

| FDJ-Suez FST | FDJ-Suez FST                        | FDJ-Suez FST |
| ------------ | ----------------------------------- | ------------ |
| Num          | Coureuse                            | Pos          |
| 1            | Marta Cavalli (ITA)                 | AB           |
| 2            | Loes Adegeest (NED)                 | 24e          |
| 3            | Grace Brown (AUS)                   | 6e           |
| 4            | Marie Le Net (FRA)                  | 84e          |
| 5            | Gladys Verhulst (FRA)               | AB           |
| 6            | Cecilie Uttrup Ludwig (DEN) (route) | 10e          |

| SD Worx SDW | SD Worx SDW                 | SD Worx SDW |
| ----------- | --------------------------- | ----------- |
| Num         | Coureuse                    | Pos         |
| 11          | Demi Vollering (NED)        | 1re         |
| 12          | Niamh Fisher-Black (NZL)    | 64e         |
| 13          | Mischa Bredewold (NED)      | 39e         |
| 14          | Femke Markus (NED)          | 52e         |
| 15          | Lorena Wiebes (NED) (route) | 46e         |
| 16          | Lotte Kopecky (BEL)         | 2e          |

| Team DSM DSM | Team DSM DSM           | Team DSM DSM |
| ------------ | ---------------------- | ------------ |
| Num          | Coureuse               | Pos          |
| 21           | Pfeiffer Georgi (GBR)  | 7e           |
| 22           | Juliette Labous (FRA)  | 18e          |
| 23           | Francesca Barale (ITA) | 80e          |
| 24           | Elise Uijen (NED)      | AB           |
| 25           | Léa Curinier (FRA)     | AB           |
| 26           | Esmée Peperkamp (NED)  | AB           |

| Team Jumbo-Visma TJV | Team Jumbo-Visma TJV   | Team Jumbo-Visma TJV |
| -------------------- | ---------------------- | -------------------- |
| Num                  | Coureuse               | Pos                  |
| 31                   | Marianne Vos (NED)     | 17e                  |
| 32                   | Karlijn Swinkels (NED) | AB                   |
| 33                   | Coryn Labecki (USA)    | AB                   |
| 34                   | Riejanne Markus (NED)  | 14e                  |
| 35                   | Anna Henderson (GBR)   | 43e                  |
| 36                   | Amber Kraak (NED)      | 51e                  |

| Trek-Segafredo TFS | Trek-Segafredo TFS          | Trek-Segafredo TFS |
| ------------------ | --------------------------- | ------------------ |
| Num                | Coureuse                    | Pos                |
| 41                 | Elisa Longo Borghini (ITA)  | 28e                |
| 42                 | Elisa Balsamo (ITA) (route) | 76e                |
| 43                 | Lucinda Brand (NED)         | 50e                |
| 44                 | Amanda Spratt (AUS)         | 37e                |
| 45                 | Shirin van Anrooij (NED)    | 3e                 |
| 46                 | Ilaria Sanguineti (ITA)     | AB                 |

| Movistar Team MOV | Movistar Team MOV                  | Movistar Team MOV |
| ----------------- | ---------------------------------- | ----------------- |
| Num               | Coureuse                           | Pos               |
| 51                | Annemiek van Vleuten (NED) (route) | 11e               |
| 52                | Floortje Mackaij (NED)             | 35e               |
| 53                | Liane Lippert (GER) (route)        | 15e               |
| 54                | Jelena Erić (SRB) (route)          | AB                |
| 55                | Paula Patiño (COL)                 | 48e               |
| 56                | Arlenis Sierra (CUB) (route)       | 75e               |

| Canyon-SRAM Racing CSR | Canyon-SRAM Racing CSR         | Canyon-SRAM Racing CSR |
| ---------------------- | ------------------------------ | ---------------------- |
| Num                    | Coureuse                       | Pos                    |
| 61                     | Katarzyna Niewiadoma (POL)     | 4e                     |
| 62                     | Tiffany Cromwell (AUS)         | 73e                    |
| 63                     | Elise Chabbey (SUI)            | 13e                    |
| 64                     | Soraya Paladin (ITA)           | 5e                     |
| 65                     | Ricarda Bauernfeind (GER)      | 21e                    |
| 66                     | Agnieszka Skalniak-Sójka (POL) | 53e                    |

| Liv Racing TeqFind LIV | Liv Racing TeqFind LIV    | Liv Racing TeqFind LIV |
| ---------------------- | ------------------------- | ---------------------- |
| Num                    | Coureuse                  | Pos                    |
| 71                     | Mavi García (ESP) (route) | 16e                    |
| 72                     | Jeanne Korevaar (NED)     | AB                     |
| 73                     | Caroline Andersson (SWE)  | 41e                    |
| 74                     | Quinty Ton (NED)          | 29e                    |
| 75                     | Marta Jaskulska (POL)     | NP                     |
| 76                     | Sabrina Stultiens (NED)   | 49e                    |

| Human Powered Health HPW | Human Powered Health HPW         | Human Powered Health HPW |
| ------------------------ | -------------------------------- | ------------------------ |
| Num                      | Coureuse                         | Pos                      |
| 81                       | Nina Buysman (NED)               | 40e                      |
| 82                       | Ántri Christofórou (CYP) (route) | AB                       |
| 83                       | Makayla MacPherson (USA)         | AB                       |
| 84                       | Barbara Malcotti (ITA)           | AB                       |
| 85                       | Kaia Schmid (USA)                | AB                       |
| 86                       | Eri Yonamine (JPN)               | AB                       |

| Fenix-Deceuninck FED | Fenix-Deceuninck FED       | Fenix-Deceuninck FED |
| -------------------- | -------------------------- | -------------------- |
| Num                  | Coureuse                   | Pos                  |
| 91                   | Yara Kastelijn (NED)       | 25e                  |
| 92                   | Inge van der Heijden (NED) | 70e                  |
| 93                   | Julie Van de Velde (BEL)   | 38e                  |
| 94                   | Millie Couzens (GBR)       | 55e                  |
| 95                   | Sophie Wright (GBR)        | AB                   |
| 96                   | Greta Marturano (ITA)      | 78e                  |

| EF Education-TIBCO-SVB TIB | EF Education-TIBCO-SVB TIB    | EF Education-TIBCO-SVB TIB |
| -------------------------- | ----------------------------- | -------------------------- |
| Num                        | Coureuse                      | Pos                        |
| 101                        | Letizia Borghesi (ITA)        | AB                         |
| 102                        | Kristabel Doebel-Hickok (USA) | 79e                        |
| 103                        | Veronica Ewers (USA)          | 33e                        |
| 104                        | Alison Jackson (CAN)          | AB                         |
| 105                        | Magdeleine Vallieres (CAN)    | AB                         |
| 106                        | Georgia Williams (NZL)        | 77e                        |

| Uno-X Pro Cycling Team UXT | Uno-X Pro Cycling Team UXT      | Uno-X Pro Cycling Team UXT |
| -------------------------- | ------------------------------- | -------------------------- |
| Num                        | Coureuse                        | Pos                        |
| 111                        | Elinor Barker (GBR)             | 36e                        |
| 112                        | Maria Giulia Confalonieri (ITA) | 85e                        |
| 113                        | Anouska Koster (NED)            | 32e                        |
| 114                        | Hannah Ludwig (GER)             | NP                         |
| 115                        | Wilma Olausson (SWE)            | 59e                        |
| 116                        | Mie Bjørndal Ottestad (NOR)     | 65e                        |

| UAE Team ADQ UAD | UAE Team ADQ UAD          | UAE Team ADQ UAD |
| ---------------- | ------------------------- | ---------------- |
| Num              | Coureuse                  | Pos              |
| 121              | Alena Amialiusik (BLR)    | 42e              |
| 122              | Olivia Baril (CAN)        | 81e              |
| 123              | Sofia Bertizzolo (ITA)    | AB               |
| 124              | Eleonora Gasparrini (ITA) | 27e              |
| 125              | Elizabeth Holden (GBR)    | 72e              |
| 126              | Silvia Persico (ITA)      | 9e               |

| Team Jayco AlUla BEX | Team Jayco AlUla BEX      | Team Jayco AlUla BEX |
| -------------------- | ------------------------- | -------------------- |
| Num                  | Coureuse                  | Pos                  |
| 131                  | Kristen Faulkner (USA)    | 18e                  |
| 132                  | Ingvild Gåskjenn (NOR)    | 54e                  |
| 133                  | Alexandra Manly (AUS)     | 30e                  |
| 134                  | Ruby Roseman-Gannon (AUS) | 45e                  |
| 135                  | Ane Santesteban (ESP)     | 12e                  |
| 136                  | Urška Žigart (SLO)        | 82e                  |

| Israel-Premier Tech Roland CGS | Israel-Premier Tech Roland CGS | Israel-Premier Tech Roland CGS |
| ------------------------------ | ------------------------------ | ------------------------------ |
| Num                            | Coureuse                       | Pos                            |
| 141                            | Tamara Dronova (RUS) (route)   | AB                             |
| 142                            | Nathalie Eklund (SWE)          | AB                             |
| 143                            | Anna Kiesenhofer (AUT)         | AB                             |
| 144                            | Elena Pirrone (ITA)            | AB                             |
| 145                            | Claire Steels (GBR)            | 26e                            |
| 146                            | Elizabeth Stannard (AUS)       | AB                             |

| Parkhotel Valkenburg PHV | Parkhotel Valkenburg PHV    | Parkhotel Valkenburg PHV |
| ------------------------ | --------------------------- | ------------------------ |
| Num                      | Coureuse                    | Pos                      |
| 151                      | Femke Gerritse (NED)        | 34e                      |
| 152                      | Quinty Schoens (NED)        | 57e                      |
| 153                      | Lieke Nooijen (NED)         | AB                       |
| 154                      | Kirstie van Haaften (NED)   | AB                       |
| 155                      | Laura Molenaar (NED)        | 74e                      |
| 156                      | Margot Vanpachtenbeke (BEL) | AB                       |

| AG Insurance-Soudal Quick-Step AGS | AG Insurance-Soudal Quick-Step AGS | AG Insurance-Soudal Quick-Step AGS |
| ---------------------------------- | ---------------------------------- | ---------------------------------- |
| Num                                | Coureuse                           | Pos                                |
| 161                                | Ashleigh Moolman (RSA)             | 8e                                 |
| 162                                | Maaike Boogaard (NED)              | 86e                                |
| 163                                | Justine Ghekiere (BEL)             | 27e                                |
| 164                                | Marthe Goossens (BEL)              | AB                                 |
| 165                                | Gaia Masetti (ITA)                 | 63e                                |
| 166                                | Ally Wollaston (NZL) (route)       | 47e                                |

| Lotto Dstny Ladies LDL | Lotto Dstny Ladies LDL   | Lotto Dstny Ladies LDL |
| ---------------------- | ------------------------ | ---------------------- |
| Num                    | Coureuse                 | Pos                    |
| 171                    | Mette Egtoft Jensen      | AB                     |
| 172                    | Wilma Aintila (FIN)      | AB                     |
| 173                    | Kristýna Burlová (CZE)   | AB                     |
| 174                    | Marla Sigmund (GER)      | AB                     |
| 175                    | Mijntje Geurts (NED)     | 20e                    |
| 176                    | Fauve Bastiaenssen (BEL) | AB                     |

| Duolar-Chevalmeire DCH | Duolar-Chevalmeire DCH | Duolar-Chevalmeire DCH |
| ---------------------- | ---------------------- | ---------------------- |
| Num                    | Coureuse               | Pos                    |
| 181                    | Antonia Gröndahl (FIN) | AB                     |
| 182                    | Cleo Kiekens (BEL)     | AB                     |
| 183                    | Olha Kulynych (UKR)    | 58e                    |
| 184                    | Andrea Martinez (MEX)  | AB                     |
| 185                    | Taneal Otto (RSA)      | AB                     |
| 186                    | Lotte Popelier (BEL)   | AB                     |

| Lifeplus Wahoo DRP | Lifeplus Wahoo DRP         | Lifeplus Wahoo DRP |
| ------------------ | -------------------------- | ------------------ |
| Num                | Coureuse                   | Pos                |
| 191                | Ella Harris (NZL)          | 60e                |
| 192                | Typhaine Laurance (FRA)    | AB                 |
| 193                | Maria Novolodskaya (RUS)   | AB                 |
| 194                | Karin Söderqvist (SWE)     | AB                 |
| 195                | Babette van der Wolf (NED) | AB                 |
| 196                | Ella Wyllie (NZL)          | 83e                |

| Cofidis COF | Cofidis COF            | Cofidis COF |
| ----------- | ---------------------- | ----------- |
| Num         | Coureuse               | Pos         |
| 201         | Séverine Eraud (FRA)   | AB          |
| 202         | Morgane Coston (FRA)   | 62e         |
| 203         | Clara Koppenburg (GER) | 69e         |
| 204         | Špela Kern (SLO)       | 71e         |
| 205         | Flavie Boulais (FRA)   | AB          |
| 206         | Rachel Neylan (AUS)    | 44e         |

| GT Krush Rebellease BPC | GT Krush Rebellease BPC      | GT Krush Rebellease BPC |
| ----------------------- | ---------------------------- | ----------------------- |
| Num                     | Coureuse                     | Pos                     |
| 211                     | Marissa Baks (NED)           | AB                      |
| 212                     | Henrietta Colborne (GBR)     | AB                      |
| 213                     | Femke de Vries (NED)         | AB                      |
| 214                     | Anneke Dijkstra (NED)        | 56e                     |
| 215                     | Meike Uiterwijk Winkel (NED) | AB                      |
| 216                     | Lieke van Zeelst (NED)       | AB                      |

| Coop-Hitec Products HPU | Coop-Hitec Products HPU       | Coop-Hitec Products HPU |
| ----------------------- | ----------------------------- | ----------------------- |
| Num                     | Coureuse                      | Pos                     |
| 221                     | Stine Dale (NOR)              | AB                      |
| 222                     | India Grangier (FRA)          | AB                      |
| 223                     | Sigrid Ytterhus Haugset (NOR) | 68e                     |
| 224                     | Tiril Jørgensen (NOR)         | 67e                     |
| 225                     | Josie Nelson (GBR)            | AB                      |
| 226                     | Sylvie Swinkels (NED)         | AB                      |

| Ceratizit-WNT Pro Cycling WNT | Ceratizit-WNT Pro Cycling WNT | Ceratizit-WNT Pro Cycling WNT |
| ----------------------------- | ----------------------------- | ----------------------------- |
| Num                           | Coureuse                      | Pos                           |
| 231                           | Alice Maria Arzuffi (ITA)     | 66e                           |
| 232                           | Lana Eberle (GER)             | AB                            |
| 233                           | Laura Asencio (FRA)           | AB                            |
| 235                           | Cédrine Kerbaol (FRA)         | 23e                           |
| 236                           | Marta Lach (POL)              | 31e                           |

| FDJ-Suez FST | FDJ-Suez FST                        | FDJ-Suez FST |
| ------------ | ----------------------------------- | ------------ |
| Num          | Coureuse                            | Pos          |
| 1            | Marta Cavalli (ITA)                 | AB           |
| 2            | Loes Adegeest (NED)                 | 24e          |
| 3            | Grace Brown (AUS)                   | 6e           |
| 4            | Marie Le Net (FRA)                  | 84e          |
| 5            | Gladys Verhulst (FRA)               | AB           |
| 6            | Cecilie Uttrup Ludwig (DEN) (route) | 10e          |

| SD Worx SDW | SD Worx SDW                 | SD Worx SDW |
| ----------- | --------------------------- | ----------- |
| Num         | Coureuse                    | Pos         |
| 11          | Demi Vollering (NED)        | 1re         |
| 12          | Niamh Fisher-Black (NZL)    | 64e         |
| 13          | Mischa Bredewold (NED)      | 39e         |
| 14          | Femke Markus (NED)          | 52e         |
| 15          | Lorena Wiebes (NED) (route) | 46e         |
| 16          | Lotte Kopecky (BEL)         | 2e          |

| Team DSM DSM | Team DSM DSM           | Team DSM DSM |
| ------------ | ---------------------- | ------------ |
| Num          | Coureuse               | Pos          |
| 21           | Pfeiffer Georgi (GBR)  | 7e           |
| 22           | Juliette Labous (FRA)  | 18e          |
| 23           | Francesca Barale (ITA) | 80e          |
| 24           | Elise Uijen (NED)      | AB           |
| 25           | Léa Curinier (FRA)     | AB           |
| 26           | Esmée Peperkamp (NED)  | AB           |

| Team Jumbo-Visma TJV | Team Jumbo-Visma TJV   | Team Jumbo-Visma TJV |
| -------------------- | ---------------------- | -------------------- |
| Num                  | Coureuse               | Pos                  |
| 31                   | Marianne Vos (NED)     | 17e                  |
| 32                   | Karlijn Swinkels (NED) | AB                   |
| 33                   | Coryn Labecki (USA)    | AB                   |
| 34                   | Riejanne Markus (NED)  | 14e                  |
| 35                   | Anna Henderson (GBR)   | 43e                  |
| 36                   | Amber Kraak (NED)      | 51e                  |

| Trek-Segafredo TFS | Trek-Segafredo TFS          | Trek-Segafredo TFS |
| ------------------ | --------------------------- | ------------------ |
| Num                | Coureuse                    | Pos                |
| 41                 | Elisa Longo Borghini (ITA)  | 28e                |
| 42                 | Elisa Balsamo (ITA) (route) | 76e                |
| 43                 | Lucinda Brand (NED)         | 50e                |
| 44                 | Amanda Spratt (AUS)         | 37e                |
| 45                 | Shirin van Anrooij (NED)    | 3e                 |
| 46                 | Ilaria Sanguineti (ITA)     | AB                 |

| Movistar Team MOV | Movistar Team MOV                  | Movistar Team MOV |
| ----------------- | ---------------------------------- | ----------------- |
| Num               | Coureuse                           | Pos               |
| 51                | Annemiek van Vleuten (NED) (route) | 11e               |
| 52                | Floortje Mackaij (NED)             | 35e               |
| 53                | Liane Lippert (GER) (route)        | 15e               |
| 54                | Jelena Erić (SRB) (route)          | AB                |
| 55                | Paula Patiño (COL)                 | 48e               |
| 56                | Arlenis Sierra (CUB) (route)       | 75e               |

| Canyon-SRAM Racing CSR | Canyon-SRAM Racing CSR         | Canyon-SRAM Racing CSR |
| ---------------------- | ------------------------------ | ---------------------- |
| Num                    | Coureuse                       | Pos                    |
| 61                     | Katarzyna Niewiadoma (POL)     | 4e                     |
| 62                     | Tiffany Cromwell (AUS)         | 73e                    |
| 63                     | Elise Chabbey (SUI)            | 13e                    |
| 64                     | Soraya Paladin (ITA)           | 5e                     |
| 65                     | Ricarda Bauernfeind (GER)      | 21e                    |
| 66                     | Agnieszka Skalniak-Sójka (POL) | 53e                    |

| Liv Racing TeqFind LIV | Liv Racing TeqFind LIV    | Liv Racing TeqFind LIV |
| ---------------------- | ------------------------- | ---------------------- |
| Num                    | Coureuse                  | Pos                    |
| 71                     | Mavi García (ESP) (route) | 16e                    |
| 72                     | Jeanne Korevaar (NED)     | AB                     |
| 73                     | Caroline Andersson (SWE)  | 41e                    |
| 74                     | Quinty Ton (NED)          | 29e                    |
| 75                     | Marta Jaskulska (POL)     | NP                     |
| 76                     | Sabrina Stultiens (NED)   | 49e                    |

| Human Powered Health HPW | Human Powered Health HPW         | Human Powered Health HPW |
| ------------------------ | -------------------------------- | ------------------------ |
| Num                      | Coureuse                         | Pos                      |
| 81                       | Nina Buysman (NED)               | 40e                      |
| 82                       | Ántri Christofórou (CYP) (route) | AB                       |
| 83                       | Makayla MacPherson (USA)         | AB                       |
| 84                       | Barbara Malcotti (ITA)           | AB                       |
| 85                       | Kaia Schmid (USA)                | AB                       |
| 86                       | Eri Yonamine (JPN)               | AB                       |

| Fenix-Deceuninck FED | Fenix-Deceuninck FED       | Fenix-Deceuninck FED |
| -------------------- | -------------------------- | -------------------- |
| Num                  | Coureuse                   | Pos                  |
| 91                   | Yara Kastelijn (NED)       | 25e                  |
| 92                   | Inge van der Heijden (NED) | 70e                  |
| 93                   | Julie Van de Velde (BEL)   | 38e                  |
| 94                   | Millie Couzens (GBR)       | 55e                  |
| 95                   | Sophie Wright (GBR)        | AB                   |
| 96                   | Greta Marturano (ITA)      | 78e                  |

| EF Education-TIBCO-SVB TIB | EF Education-TIBCO-SVB TIB    | EF Education-TIBCO-SVB TIB |
| -------------------------- | ----------------------------- | -------------------------- |
| Num                        | Coureuse                      | Pos                        |
| 101                        | Letizia Borghesi (ITA)        | AB                         |
| 102                        | Kristabel Doebel-Hickok (USA) | 79e                        |
| 103                        | Veronica Ewers (USA)          | 33e                        |
| 104                        | Alison Jackson (CAN)          | AB                         |
| 105                        | Magdeleine Vallieres (CAN)    | AB                         |
| 106                        | Georgia Williams (NZL)        | 77e                        |

| Uno-X Pro Cycling Team UXT | Uno-X Pro Cycling Team UXT      | Uno-X Pro Cycling Team UXT |
| -------------------------- | ------------------------------- | -------------------------- |
| Num                        | Coureuse                        | Pos                        |
| 111                        | Elinor Barker (GBR)             | 36e                        |
| 112                        | Maria Giulia Confalonieri (ITA) | 85e                        |
| 113                        | Anouska Koster (NED)            | 32e                        |
| 114                        | Hannah Ludwig (GER)             | NP                         |
| 115                        | Wilma Olausson (SWE)            | 59e                        |
| 116                        | Mie Bjørndal Ottestad (NOR)     | 65e                        |

| UAE Team ADQ UAD | UAE Team ADQ UAD          | UAE Team ADQ UAD |
| ---------------- | ------------------------- | ---------------- |
| Num              | Coureuse                  | Pos              |
| 121              | Alena Amialiusik (BLR)    | 42e              |
| 122              | Olivia Baril (CAN)        | 81e              |
| 123              | Sofia Bertizzolo (ITA)    | AB               |
| 124              | Eleonora Gasparrini (ITA) | 27e              |
| 125              | Elizabeth Holden (GBR)    | 72e              |
| 126              | Silvia Persico (ITA)      | 9e               |

| Team Jayco AlUla BEX | Team Jayco AlUla BEX      | Team Jayco AlUla BEX |
| -------------------- | ------------------------- | -------------------- |
| Num                  | Coureuse                  | Pos                  |
| 131                  | Kristen Faulkner (USA)    | 18e                  |
| 132                  | Ingvild Gåskjenn (NOR)    | 54e                  |
| 133                  | Alexandra Manly (AUS)     | 30e                  |
| 134                  | Ruby Roseman-Gannon (AUS) | 45e                  |
| 135                  | Ane Santesteban (ESP)     | 12e                  |
| 136                  | Urška Žigart (SLO)        | 82e                  |

| Israel-Premier Tech Roland CGS | Israel-Premier Tech Roland CGS | Israel-Premier Tech Roland CGS |
| ------------------------------ | ------------------------------ | ------------------------------ |
| Num                            | Coureuse                       | Pos                            |
| 141                            | Tamara Dronova (RUS) (route)   | AB                             |
| 142                            | Nathalie Eklund (SWE)          | AB                             |
| 143                            | Anna Kiesenhofer (AUT)         | AB                             |
| 144                            | Elena Pirrone (ITA)            | AB                             |
| 145                            | Claire Steels (GBR)            | 26e                            |
| 146                            | Elizabeth Stannard (AUS)       | AB                             |

| Parkhotel Valkenburg PHV | Parkhotel Valkenburg PHV    | Parkhotel Valkenburg PHV |
| ------------------------ | --------------------------- | ------------------------ |
| Num                      | Coureuse                    | Pos                      |
| 151                      | Femke Gerritse (NED)        | 34e                      |
| 152                      | Quinty Schoens (NED)        | 57e                      |
| 153                      | Lieke Nooijen (NED)         | AB                       |
| 154                      | Kirstie van Haaften (NED)   | AB                       |
| 155                      | Laura Molenaar (NED)        | 74e                      |
| 156                      | Margot Vanpachtenbeke (BEL) | AB                       |

| AG Insurance-Soudal Quick-Step AGS | AG Insurance-Soudal Quick-Step AGS | AG Insurance-Soudal Quick-Step AGS |
| ---------------------------------- | ---------------------------------- | ---------------------------------- |
| Num                                | Coureuse                           | Pos                                |
| 161                                | Ashleigh Moolman (RSA)             | 8e                                 |
| 162                                | Maaike Boogaard (NED)              | 86e                                |
| 163                                | Justine Ghekiere (BEL)             | 27e                                |
| 164                                | Marthe Goossens (BEL)              | AB                                 |
| 165                                | Gaia Masetti (ITA)                 | 63e                                |
| 166                                | Ally Wollaston (NZL) (route)       | 47e                                |

| Lotto Dstny Ladies LDL | Lotto Dstny Ladies LDL   | Lotto Dstny Ladies LDL |
| ---------------------- | ------------------------ | ---------------------- |
| Num                    | Coureuse                 | Pos                    |
| 171                    | Mette Egtoft Jensen      | AB                     |
| 172                    | Wilma Aintila (FIN)      | AB                     |
| 173                    | Kristýna Burlová (CZE)   | AB                     |
| 174                    | Marla Sigmund (GER)      | AB                     |
| 175                    | Mijntje Geurts (NED)     | 20e                    |
| 176                    | Fauve Bastiaenssen (BEL) | AB                     |

| Duolar-Chevalmeire DCH | Duolar-Chevalmeire DCH | Duolar-Chevalmeire DCH |
| ---------------------- | ---------------------- | ---------------------- |
| Num                    | Coureuse               | Pos                    |
| 181                    | Antonia Gröndahl (FIN) | AB                     |
| 182                    | Cleo Kiekens (BEL)     | AB                     |
| 183                    | Olha Kulynych (UKR)    | 58e                    |
| 184                    | Andrea Martinez (MEX)  | AB                     |
| 185                    | Taneal Otto (RSA)      | AB                     |
| 186                    | Lotte Popelier (BEL)   | AB                     |

| Lifeplus Wahoo DRP | Lifeplus Wahoo DRP         | Lifeplus Wahoo DRP |
| ------------------ | -------------------------- | ------------------ |
| Num                | Coureuse                   | Pos                |
| 191                | Ella Harris (NZL)          | 60e                |
| 192                | Typhaine Laurance (FRA)    | AB                 |
| 193                | Maria Novolodskaya (RUS)   | AB                 |
| 194                | Karin Söderqvist (SWE)     | AB                 |
| 195                | Babette van der Wolf (NED) | AB                 |
| 196                | Ella Wyllie (NZL)          | 83e                |

| Cofidis COF | Cofidis COF            | Cofidis COF |
| ----------- | ---------------------- | ----------- |
| Num         | Coureuse               | Pos         |
| 201         | Séverine Eraud (FRA)   | AB          |
| 202         | Morgane Coston (FRA)   | 62e         |
| 203         | Clara Koppenburg (GER) | 69e         |
| 204         | Špela Kern (SLO)       | 71e         |
| 205         | Flavie Boulais (FRA)   | AB          |
| 206         | Rachel Neylan (AUS)    | 44e         |

| GT Krush Rebellease BPC | GT Krush Rebellease BPC      | GT Krush Rebellease BPC |
| ----------------------- | ---------------------------- | ----------------------- |
| Num                     | Coureuse                     | Pos                     |
| 211                     | Marissa Baks (NED)           | AB                      |
| 212                     | Henrietta Colborne (GBR)     | AB                      |
| 213                     | Femke de Vries (NED)         | AB                      |
| 214                     | Anneke Dijkstra (NED)        | 56e                     |
| 215                     | Meike Uiterwijk Winkel (NED) | AB                      |
| 216                     | Lieke van Zeelst (NED)       | AB                      |

| Coop-Hitec Products HPU | Coop-Hitec Products HPU       | Coop-Hitec Products HPU |
| ----------------------- | ----------------------------- | ----------------------- |
| Num                     | Coureuse                      | Pos                     |
| 221                     | Stine Dale (NOR)              | AB                      |
| 222                     | India Grangier (FRA)          | AB                      |
| 223                     | Sigrid Ytterhus Haugset (NOR) | 68e                     |
| 224                     | Tiril Jørgensen (NOR)         | 67e                     |
| 225                     | Josie Nelson (GBR)            | AB                      |
| 226                     | Sylvie Swinkels (NED)         | AB                      |

| Ceratizit-WNT Pro Cycling WNT | Ceratizit-WNT Pro Cycling WNT | Ceratizit-WNT Pro Cycling WNT |
| ----------------------------- | ----------------------------- | ----------------------------- |
| Num                           | Coureuse                      | Pos                           |
| 231                           | Alice Maria Arzuffi (ITA)     | 66e                           |
| 232                           | Lana Eberle (GER)             | AB                            |
| 233                           | Laura Asencio (FRA)           | AB                            |
| 235                           | Cédrine Kerbaol (FRA)         | 23e                           |
| 236                           | Marta Lach (POL)              | 31e                           |